# Cyriocosmus bicolor
Espèce
Synonymes
- Chaetorrhombus bicolor Schiapelli & Gerschman, 1945
- Cyclosternum bicolor (Schiapelli & Gerschman, 1945)
- Cyriocosmus chicoi Pérez-Miles, 1998

Cyriocosmus bicolor est une espèce d'araignées mygalomorphes de la famille des Theraphosidae.

## Distribution
Cette espèce est endémique du Rondônia au Brésil,.

## Publication originale
- Schiapelli & Gerschman, 1945 : Parte descriptiva. in Vellard, Schiapelli & Gerschman, Arañas sudamericanas colleccionadas por el Doctor J. Vellard. I. Theraphosidae nuevas o poco conocidas. Acta Zoologica Lilloana, vol. 3, p. 165-213.